# Waldbrunn (Unterfranken)
Waldbrunn ist eine Gemeinde im unterfränkischen Landkreis Würzburg. Außer dem Pfarrdorf Waldbrunn gibt es keine weiteren Gemeindeteile.

## Geographie

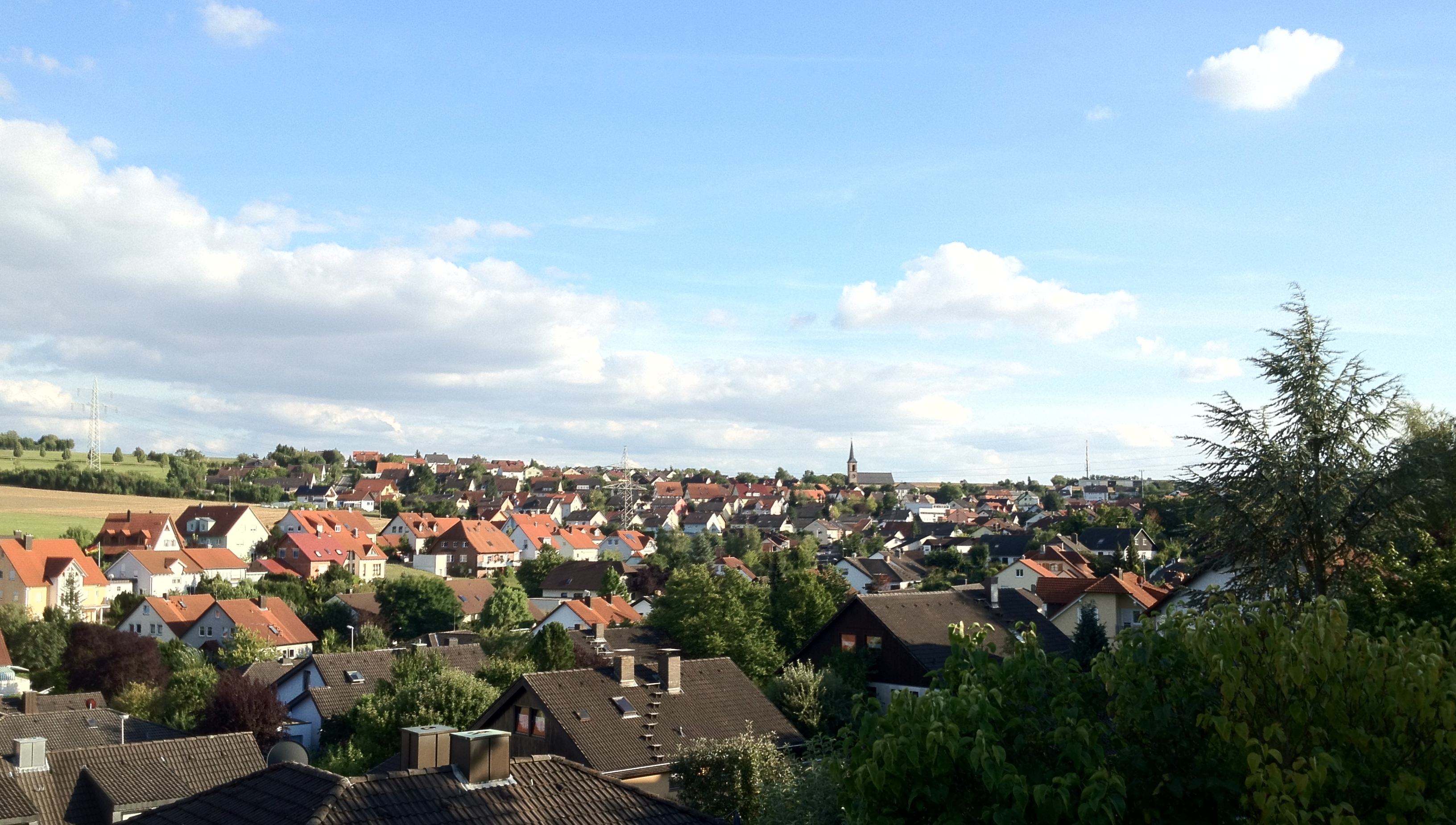
Panorama Ansicht von Waldbrunn

Waldbrunn liegt etwa zwölf Kilometer westlich von Würzburg. Es gibt nur die Gemarkung Waldbrunn. Es grenzt an Eisingen, Waldbüttelbrunn und das gemeindefreie Gebiet Irtenberger Wald mit dem Naturwald Irtenberger Wald.

## Name

### Etymologie
Der Name Waldbrunn besteht aus den althochdeutschen Wörtern wallen und brunno. Sie bedeuten „sprudeln“ und „Quelle“. Der Ort wurde demnach an einer sprudelnden Quelle errichtet. Als Bestimmungswort kommt aber auch ahd. walt (Wald) infrage. Dabei müsste man den Ausfall des Dentals t wegen der Mehrkonsonanz annehmen.

### Frühere Schreibweisen
Frühere Schreibweisen des Ortes aus diversen historischen Karten und Urkunden:
| - 1164 „Walbrunnen“ - 1182 „Walprunnen“ - 1208 „Walprunen“ - 1465 „Walbrunne“ | - 1655 „Walbrunn“ - 1719 „Waltbrun“ - 1791 „Waldbrun“ - 1804 „Waldbrunn“ |

## Geschichte
Der Siedlungsname wurde erstmals im Jahre 1164 als „Walbrunnen“ in einer Urkunde bezeugt.
Auf Waldbrunner Gemarkung befinden sich die abgegangenen Siedlungen Haselbrunn und Albstatt. Albstatt wurde 742 erstmals urkundlich erwähnt.
Als Teil des Hochstiftes Würzburg (Kloster Oberzell), das zum Fränkischen Reichskreis gehörte, wurde Waldbrunn 1803 zugunsten Bayerns säkularisiert, dann im Frieden von Preßburg (1805) Erzherzog Ferdinand von Toskana zur Bildung des Großherzogtums Würzburg überlassen, mit welchem es 1814 endgültig an Bayern fiel. Im Jahr 1818 entstand im Zuge der bayerischen Verwaltungsreformen die politische Gemeinde.

### Einwohnerentwicklung
| - 1910: 0591 Einwohner - 1950: 0873 Einwohner - 1961: 0903 Einwohner - 1970: 1129 Einwohner - 1987: 2061 Einwohner - 1991: 2264 Einwohner | - 1995: 2484 Einwohner - 2000: 2566 Einwohner - 2005: 2557 Einwohner - 2010: 2615 Einwohner - 2015: 2707 Einwohner - 2020: 2887 Einwohner |

Im Zeitraum 1988 bis 2018 stieg die Einwohnerzahl von 2112 auf 2824 um 712 bzw. um 33,7 %. 
Quelle: BayLfStat

## Politik

### Gemeinderat
Der Gemeinderat von Waldbrunn hat 14 Mitglieder. Die Wahl am 15. März 2020 brachte folgende Sitzverteilung:
| Partei / Liste                                | Sitze |
| --------------------------------------------- | ----- |
| Christlich-Soziale Union (CSU)                | 7     |
| Unabhängige Bürgergemeinschaft                | 4     |
| Sozialdemokratische Partei Deutschlands (SPD) | 3     |
| Gesamt                                        | 14    |

### Bürgermeister
Von 2002 bis 2008 war Ludwig Götzelmann (UBG) Bürgermeister, er wurde im Jahr 2002 Nachfolger von Arnulf Wilhelm (Unabhängige Bürgergemeinschaft). Von 2008 bis 2020 übte Hans Fiederling (Unabhängige Bürgergemeinschaft) dieses Amt aus. Seit dem 1. Mai 2020 ist Markus Haberstumpf (CSU) Bürgermeister von Waldbrunn; bei einer Wahlbeteiligung von 62,1 % wurde er ohne Gegenkandidat am 15. März 2020 mit 90,6 % der Stimmen gewählt.

### Wappen
|                         | Blasonierung: „In Blau ein goldener Ziehbrunnen mit Ziegeldach, beseitet von je einem bewurzelten silbernen Laubbaum.“ |
| Wappenführung seit 1958 | |

### Allianz Waldsassengau
Seit dem 20. November 2014 ist Waldbrunn zusammen mit zwölf weiteren Gemeinden in der Allianz Waldsassengau organisiert. Der Verein dient der interkommunalen Zusammenarbeit.

## Wirtschaft und Infrastruktur

### Wirtschaft einschließlich Land- und Forstwirtschaft
2017 gab es in der Gemeinde 328 sozialversicherungspflichtige Arbeitsplätze. Von der Wohnbevölkerung standen 1120 Personen in einem versicherungspflichtigen Beschäftigungsverhältnis. Damit war die Zahl der Auspendler um 792 Personen größer als die der Einpendler. 25 Einwohner waren arbeitslos. 2016 gab es vier landwirtschaftliche Betriebe.

### Verkehr
Es besteht eine Verkehrsanbindung an die Bundesautobahn 3 von Frankfurt nach Würzburg über die Anschlussstelle Helmstadt und eine direkte Busanbindung nach Würzburg. Waldbrunn ist angebunden an mehrere überörtliche Radwanderwege: Romantische Straße, Aalbachtalradweg, Fränkischer Marienweg und Würzburg – Wertheim.

### Bildung
Es gibt folgende Einrichtungen (Stand: 2020):
- 2 Kindertagesstätten + Waldkindergarten: ca. 200 Kindergartenplätze
- Grundschule